# Епархия Гуашупе

Regional CNBB Leste 2.

Епархия Гуашупе.

Епархия Гуашупе (лат. Dioecesis Guaxupensis) — епархия Римско-Католической церкви с центром в городе Гуашупе, Бразилия. Епархия Гуашупе входит в митрополию Позу-Алегри. Кафедральным собором епархии Гуашупе является церковь Пресвятой Девы Марии.

## История
3 февраля 1916 года Римский папа Бенедикт XV учредил епархию Гуашупе, выделив её из епархии Позу-Алегри. 

## Ординарии епархии
- епископ Antônio Augusto de Assis (1916—1918)
- епископ Ranulfo da Silva Farias (1920—1939)
- епископ Hugo Bressane de Araújo (1940—1951)
- епископ Inácio João Dal Monte (1952—1963)
- епископ José de Almeida Batista Pereira (1964—1976)
- епископ José Alberto Lopes de Castro Pinto (1976—1989)
- епископ José Geraldo Oliveira do Valle (1989—2006)
- епископ José Mauro Pereira Bastos 2006
- епископ José de Lanza Neto (2007 — по настоящее время)

## Источник
- Annuario Pontificio, Ватикан, 2007